# IC 906
IC 906 је спирална галаксија у сазвјежђу Волар која се налази на листи објеката дубоког неба у Индекс каталогу.
Деклинација објекта је + 23° 20' 27" а ректасцензија 13h 40m 10,0s. Привидна величина (магнитуда) објекта IC 906 износи 15,0 а фотографска магнитуда 15,7. IC 906 је још познат и под ознакама MCG 4-32-21, CGCG 131-20, PGC 48348.